# Olympische Sommerspiele 1996/Leichtathletik – Speerwurf (Frauen)

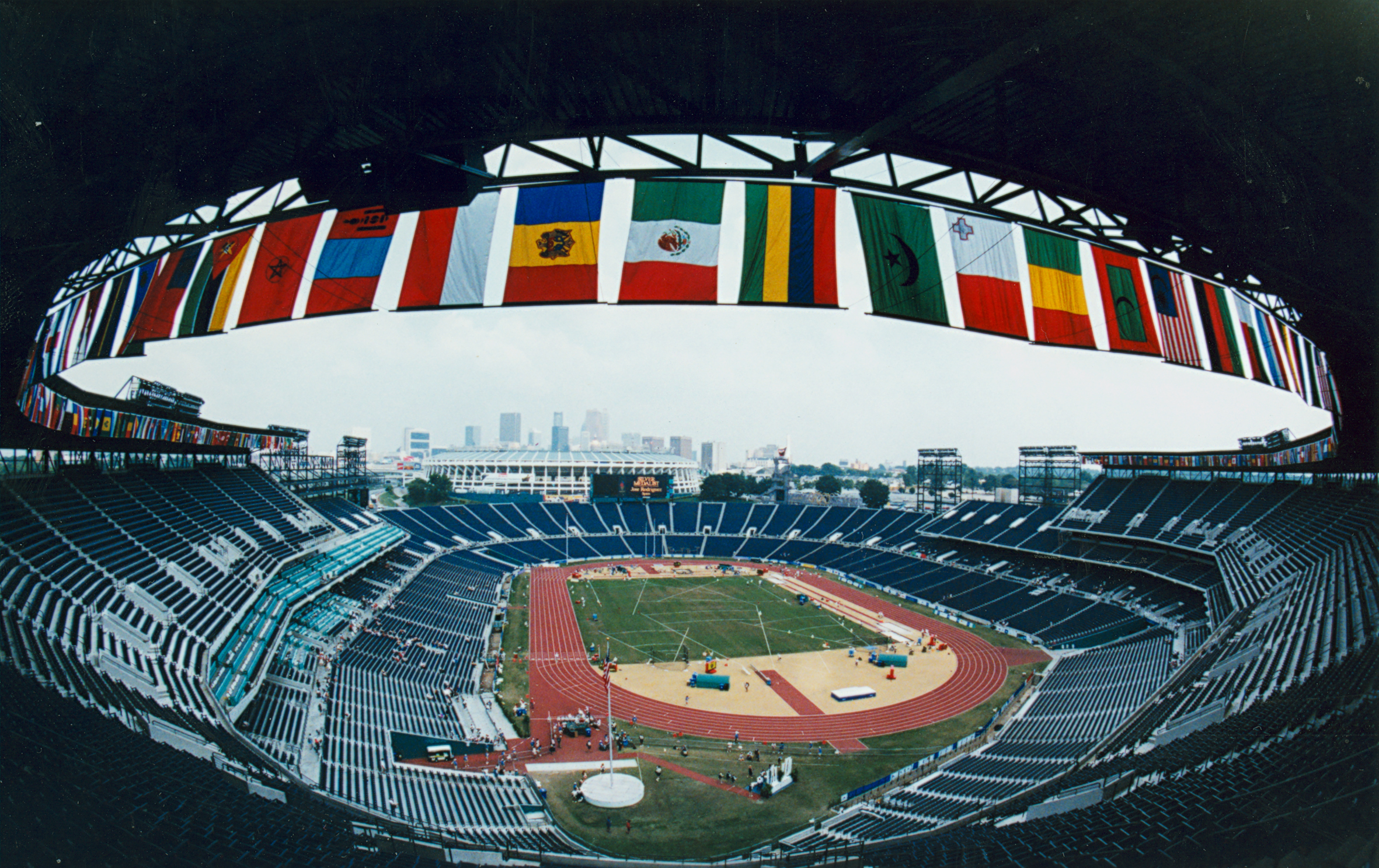
Das Centennial Olympic Stadium von Atlanta im Jahr 1996

Der Speerwurf der Frauen bei den Olympischen Spielen 1996 in Atlanta wurde am 26. und 27. Juli und 1996 im Centennial Olympic Stadium ausgetragen. 32 Athletinnen nahmen teil.
Olympiasiegerin wurde die Finnin Heli Rantanen. Sie gewann vor der Australierin Louise McPaul und der Norwegerin Trine Hattestad.
Für Deutschland starteten Karen Forkel, Steffi Nerius und Silke Renk. Renk schied in der Qualifikation aus, Nerius und Forkel kamen ins Finale. Forkel wurde Sechste, Nerius Neunte.

Athletinnen aus der Schweiz, Österreich und Liechtenstein nahmen nicht teil.

## Aktuelle Titelträgerinnen
| Olympiasiegerin 1992                      | Silke Renk ( Deutschland)       | 68,34 m | Barcelona 1992       |
| Weltmeisterin 1995                        | Natallja Schykalenka ( Belarus) | 68,64 m | Göteborg 1995        |
| Europameisterin 1994                      | Trine Hattestad ( Finnland)     | 68,00 m | Helsinki 1994        |
| Panamerikanische Meisterin 1995           | Xiomara Rivero ( Kuba)          | 63,92 m | Mar del Plata 1995   |
| Zentralamerika und Karibik-Meisterin 1995 | Sonia Bisset ( Kuba)            | 62,24 m | Guatemala-Stadt 1995 |
| Südamerika-Meisterin 1995                 | Zuleima Araméndiz ( Kolumbien)  | 54,82 m | Manaus 1995          |
| Asienmeisterin 1995                       | Li Lei ( Volksrepublik China)   | 60,48 m | Jakarta 1995         |
| Afrikameisterin 1996                      | Fatma Zouhour Toumi ( Tunesien) | 51,88 m | Yaoundé 1996         |
| Ozeanienmeisterin 1994                    | Melissa Brearley ( Neuseeland)  | 48,34 m | Auckland 1994        |

## Bestehende Rekorde
| Weltrekord         | 80,00 m | Petra Felke ( DDR) | Potsdam, DDR (heute Deutschland) | 9. September 1988  |
| Olympischer Rekord | 74,68 m | Petra Felke ( DDR) | Finale OS Seoul, Südkorea        | 26. September 1988 |

Der bestehende olympische Rekord wurde bei diesen Spielen nicht erreicht. Der weiteste Wurf gelang der finnischen Olympiasiegerin Heli Rantanen mit 67,94 m in ihrem ersten Versuch im Finale. Damit blieb sie 6,74 m unter dem Olympia- und 12,06 m unter dem Weltrekord.

## Legende
Kurze Übersicht zur Bedeutung der Symbolik – so üblicherweise auch in sonstigen Veröffentlichungen verwendet:
| – | verzichtet |
| x | ungültig   |

Anmerkungen zu zwei Angaben:
- Zeiten: Ortszeit Atlanta (UTC−5)
- Weiten: in Metern (m) angegeben

## Qualifikation
26. Juli 1996
Die Qualifikation wurde in zwei Gruppen durchgeführt. Drei Athletinnen (hellblau unterlegt) übertrafen die direkte Finalqualifikationsweite von 62,50 m. Damit war die Mindestanzahl von zwölf Finalteilnehmerinnen nicht erfüllt. So wurde das Finalfeld mit den neun nächstbesten Springerinnen (hellgrün unterlegt) beider Gruppen auf zwölf Wettbewerberinnen aufgefüllt. So reichten schließlich 60,46 m für die Finalteilnahme.

### Gruppe A

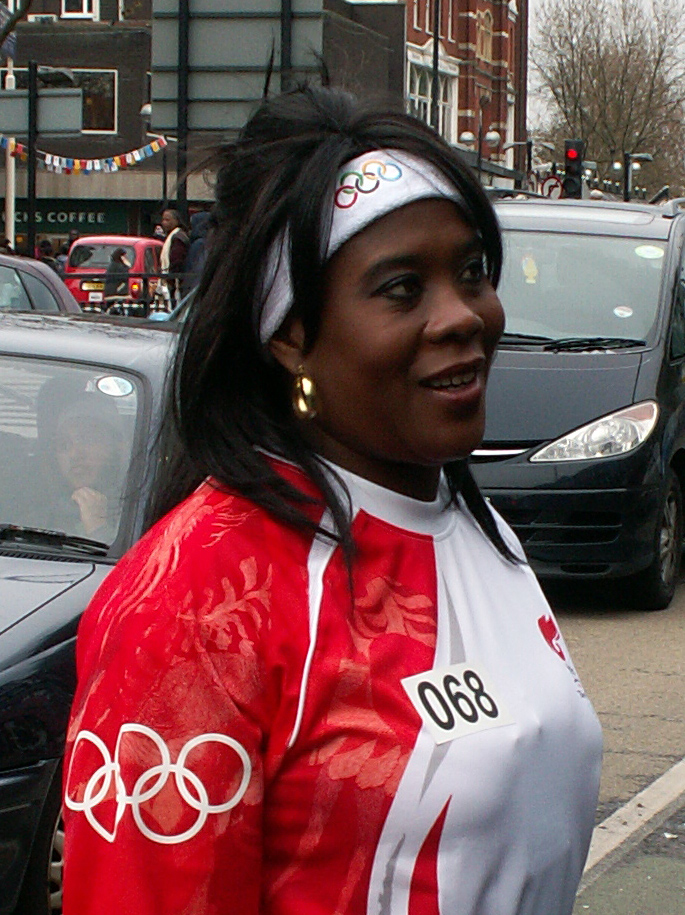
Tessa Sanderson – ausgeschieden mit 58,86 m
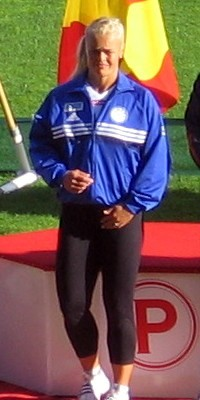
Taina Uppa – ausgeschieden mit 57,74 m
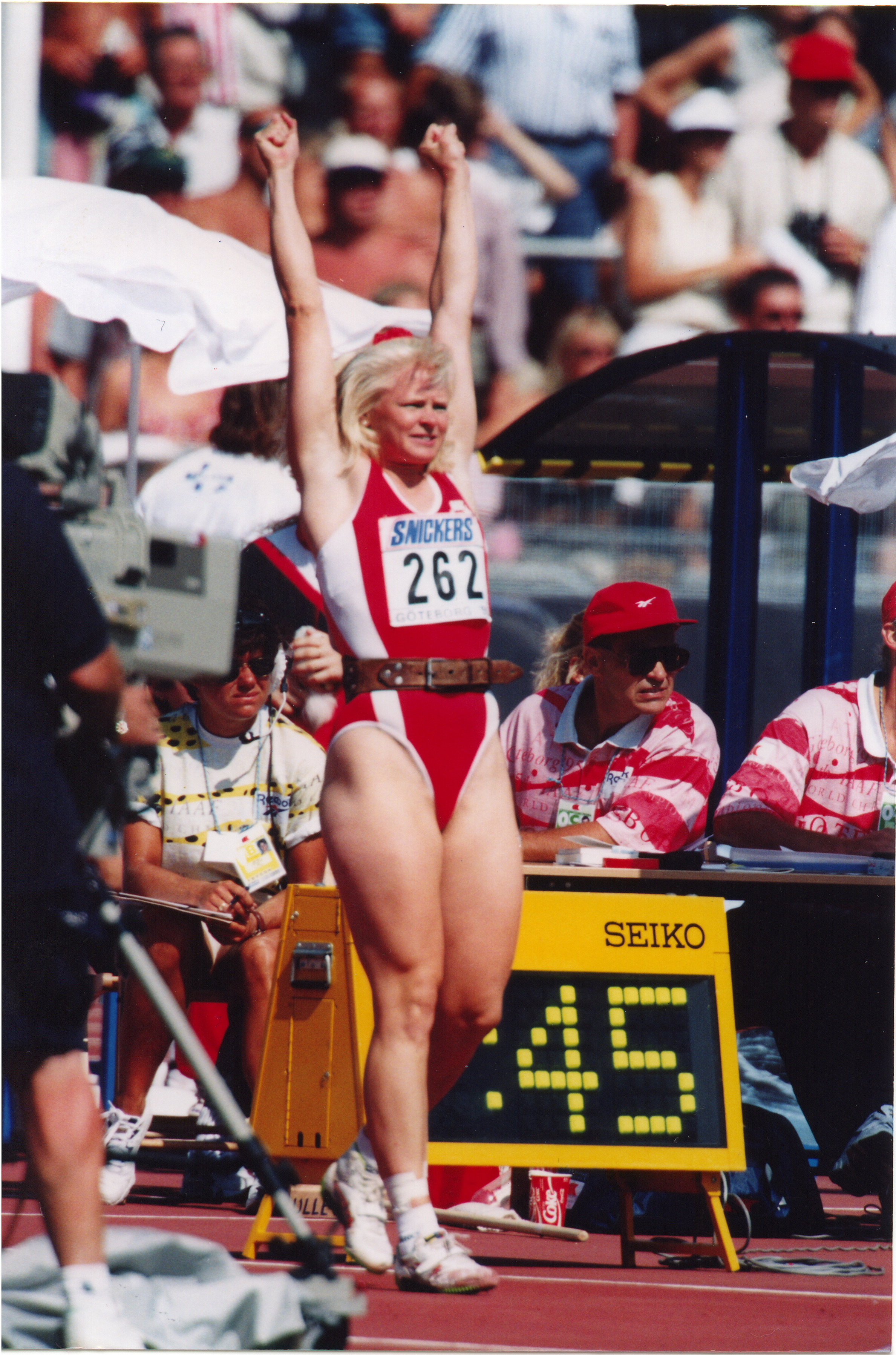
Jette Jeppesen – ausgeschieden mit 56,16 m

16:30 Uhr
| Platz | Name                 | Nation              | 1. Versuch | 2. Versuch | 3. Versuch | Weite |
| ----- | -------------------- | ------------------- | ---------- | ---------- | ---------- | ----- |
| 1     | Trine Hattestad      | Norwegen            | 64,52      | –          | –          | 64,52 |
| 2     | Natallja Schykalenka | Belarus             | x          | 50,10      | 62,32      | 62,32 |
| 3     | Li Lei               | Volksrepublik China | 59,54      | 61,48      | x          | 61,48 |
| 4     | Isel López           | Kuba                | 60,12      | 61,40      | x          | 61,40 |
| 5     | Steffi Nerius        | Deutschland         | x          | 56,82      | 60,98      | 60,98 |
| 6     | Mikaela Ingberg      | Finnland            | 53,52      | x          | 60,46      | 60,46 |
| 7     | Tessa Sanderson      | Großbritannien      | 58,86      | 56,80      | 56,64      | 58,86 |
| 8     | Lee Young-sun        | Südkorea            | 54,62      | 57,94      | 58,66      | 58,66 |
| 9     | Joanne Stone         | Australien          | 52,30      | 49,16      | 58,54      | 58,54 |
| 10    | Aysel Taş            | Türkei              | 55,32      | 56,20      | 57,86      | 57,86 |
| 11    | Taina Uppa           | Finnland            | 57,74      | 56,80      | x          | 57,74 |
| 12    | Renata Strašek       | Slowenien           | 54,72      | 51,46      | 57,04      | 57,04 |
| 13    | Jette Jeppesen       | Dänemark            | 55,24      | 54,52      | 56,16      | 56,16 |
| 14    | Mirela Manjani       | Albanien            | x          | x          | 55,64      | 55,64 |
| 15    | Erica Wheeler        | USA                 | 53,34      | 49,54      | 52,72      | 53,34 |
| 16    | Iloai Suaniu         | Westsamoa           | x          | 38,08      | x          | 38,08 |
| DNS   | Sonia Raditschewa    | Bulgarien           |            |            |            |       |

### Gruppe B

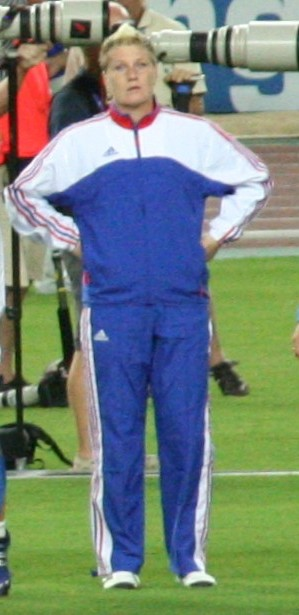
Nikola Tomečková – ausgeschieden mit 55,02 m
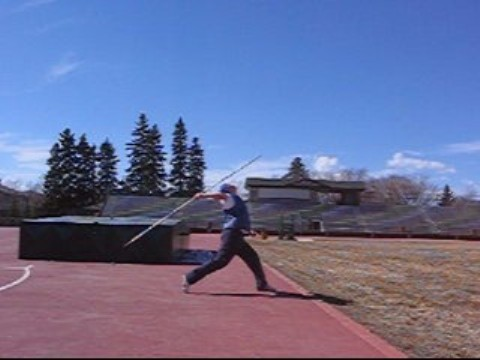
Shelley Holroyd – ausgeschieden mit 54,72 m

18:00 Uhr
| Platz | Name                  | Nation         | 1. Versuch | 2. Versuch | 3. Versuch | Weite |
| ----- | --------------------- | -------------- | ---------- | ---------- | ---------- | ----- |
| 1     | Felicia Țilea         | Rumänien       | 58,84      | x          | 66,94      | 66,94 |
| 2     | Heli Rantanen         | Finnland       | 66,54      | –          | –          | 66,54 |
| 3     | Louise McPaul         | Australien     | 62,32      | –          | –          | 62,32 |
| 4     | Odelmis Palma         | Kuba           | 62,30      | 54,76      | x          | 62,30 |
| 5     | Xiomara Rivero        | Kuba           | x          | 52,84      | 61,32      | 61,32 |
| 6     | Karen Forkel          | Deutschland    | 60,84      | 59,48      | x          | 60,84 |
| 7     | Silke Renk            | Deutschland    | 58,88      | 59,10      | 59,70      | 59,70 |
| 8     | Laverne Eve           | Bahamas        | 52,92      | x          | 58,48      | 58,48 |
| 9     | Oksana Owtschinnikowa | Russland       | x          | 57,28      | x          | 57,28 |
| 10    | Rita Ramanauskaitė    | Litauen        | x          | 56,38      | 56,94      | 56,94 |
| 11    | Nikola Tomečková      | Tschechien     | 55,02      | 52,48      | x          | 55,02 |
| 12    | Nicole Carroll        | USA            | 53,46      | 54,74      | 52,18      | 54,74 |
| 13    | Shelley Holroyd       | Großbritannien | 53,46      | 52,72      | 54,72      | 54,72 |
| 14    | Zuleima Araméndiz     | Kolumbien      | 53,86      | x          | 54,24      | 54,24 |
| 15    | Akiko Miyajima        | Japan          | 49,58      | 53,18      | 53,98      | 53,98 |
| 16    | Nadine Auzeil         | Frankreich     | 52,76      | 52,66      | 50,84      | 52,76 |

## Finale

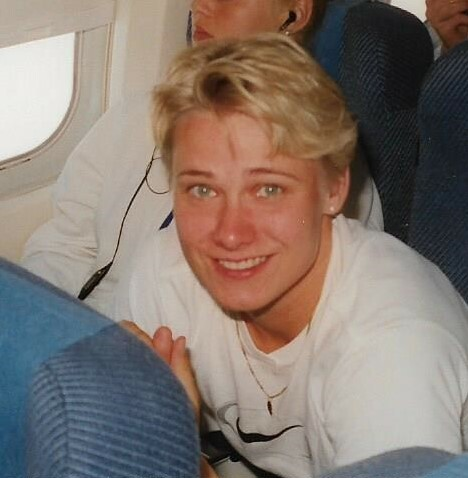
Heli Rantanen wurde mit ihrem starken Wurf
im ersten Durchgang Olympiasiegerin

27. Juli 1996, 20:20 Uhr
| Platz | Name                 | Nation              | 1. Versuch | 2. Versuch | 3. Versuch | 4. Versuch                                  | 5. Versuch                                  | 6. Versuch                                  | Endresultat |
| ----- | -------------------- | ------------------- | ---------- | ---------- | ---------- | ------------------------------------------- | ------------------------------------------- | ------------------------------------------- | ----------- |
| 1     | Heli Rantanen        | Finnland            | 67,94      | 64,72      | 63,84      | 62,60                                       | 63,82                                       | 59,18                                       | 67,94       |
| 2     | Louise McPaul        | Australien          | 61,72      | 62,74      | 64,18      | 59,76                                       | 63,34                                       | 65,54                                       | 65,54       |
| 3     | Trine Hattestad      | Norwegen            | 61,42      | 60,78      | x          | 58,66                                       | 62,74                                       | 64,98                                       | 64,98       |
| 4     | Isel López           | Kuba                | x          | 63,50      | 57,98      | x                                           | 64,68                                       | x                                           | 64,68       |
| 5     | Xiomara Rivero       | Kuba                | x          | 61,94      | 62,76      | x                                           | 64,48                                       | 61,60                                       | 64,48       |
| 6     | Karen Forkel         | Deutschland         | 56,50      | 59,20      | 64,18      | 58,70                                       | 62,04                                       | 62,42                                       | 64,18       |
| 7     | Mikaela Ingberg      | Finnland            | x          | 61,52      | x          | 60,30                                       | x                                           | x                                           | 61,52       |
| 8     | Li Lei               | Volksrepublik China | x          | 56,96      | 60,74      | 59,56                                       | 58,52                                       | 60,12                                       | 60,74       |
|       |                      |                     |            |            |            |                                             |                                             |                                             |             |
| 9     | Steffi Nerius        | Deutschland         | 57,88      | 60,20      | 59,78      | nicht im Finale der besten acht Werferinnen | nicht im Finale der besten acht Werferinnen | nicht im Finale der besten acht Werferinnen | 60,20       |
| 10    | Felicia Țilea        | Rumänien            | 56,02      | 57,28      | 59,94      | nicht im Finale der besten acht Werferinnen | nicht im Finale der besten acht Werferinnen | nicht im Finale der besten acht Werferinnen | 59,94       |
| 11    | Odelmis Palma        | Kuba                | x          | 59,70      | 57,50      | nicht im Finale der besten acht Werferinnen | nicht im Finale der besten acht Werferinnen | nicht im Finale der besten acht Werferinnen | 59,70       |
| 12    | Natallja Schykalenka | Belarus             | 58,56      | x          | x          | nicht im Finale der besten acht Werferinnen | nicht im Finale der besten acht Werferinnen | nicht im Finale der besten acht Werferinnen | 58,56       |

Zwölf Athletinnen hatten sich für das Finale qualifiziert, drei von ihnen über die geforderte Qualifikationsweite, neun weitere über ihre Platzierungen. Drei Kubanerinnen, zwei Deutsche und zwei Finninnen trafen auf je eine Teilnehmerin aus Australien, China, Norwegen, Rumänien und Belarus.
Als Favoritinnen galten die belarussische Weltmeisterin Natallja Schykalenka und die norwegische Europameisterin Trine Hattestad. Die Olympiasiegerin von 1992 Silke Renk aus Deutschland war in der Qualifikation gescheitert, sie hatte nicht mehr die Olympiaform von 1992. Weitere Medaillenkandidatinnen waren die rumänische Vizeweltmeisterin und EM-Dritte Felicia Țilea, die beiden Finninnen Mikaela Ingberg als WM-Dritte und Heli Rantanen als WM-Vierte sowie Vizeeuropameisterin Karen Forkel aus Deutschland, die allerdings bei den letzten Weltmeisterschaften deutlich unter ihrem Leistungspotential geblieben war.
In der ersten Runde gelang Rantanen mit 67,94 m ein Wurf, der die Konkurrentinnen offensichtlich etwas schockierte. Mehr als sechs Meter blieben die Australierin Louise McPaul und Hattestad zurück. Schykalenkas erster Versuch brachte ihr Platz vier ein, war jedoch um weitere dreieinhalb Meter kürzer. Im zweiten Durchgang traf Schykalenkas Speer ein Kamerakabel, die Schiedsrichter entschieden, dass die Belarussin den Versuch wiederholen durfte. Doch das Missgeschick hatte Schykalenka offensichtlich sehr irritiert. Ihr gelang kein weiterer gültiger Versuch mehr, sie schied nach drei Würfen als Zwölfte und Finalletzte aus.
Zwar hatte sich McPaul im zweiten Versuch auf 62,74 m gesteigert, fiel aber dennoch auf den dritten Platz zurück, denn die Kubanerin Isel López erzielte 63,50 m. In der dritten Runde konterte McPaul und setzte sich mit 64,18 m auf Platz zwei. Forkel erzielte die gleiche Weite und war wegen der schlechteren zweitbesten Weite jetzt Dritte.
López zog im fünften Versuch mit 64,68 m wieder an McPaul und Forkel vorbei. Ihrer Landsfrau Xiomara Rivero gelangen 64,48 m, womit sie nun ebenfalls vor McPaul und Forkel auf Platz drei lag. Im letzten Versuch konterte McPaul ein weiteres Mal. Mit 65,54 m verbesserte sie sich auf den zweiten Rang. López fiel nun sogar aus den Medaillenrängen, denn Trine Hattestad erzielte 64,98 m und gewann die Bronzemedaille. Heli Rantanen wurde Olympiasiegerin mit ihrem Wurf aus dem ersten Durchgang, Silber ging an Louise McPaul. Isel López und Xiomara Rivero belegten in dieser Reihenfolge die Ränge vier und fünf vor Karen Forkel. Die Mitfavoritin Felicia Țilea konnte im Finale die 60-Meter-Marke nicht übertreffen und wurde Zehnte. Ihre 66,94 m aus der Qualifikation hätten für Silber gereicht.
Heli Rantanen gelang der erste finnische Olympiasieg im Speerwurf der Frauen.
Louise McPaul war die erste australische, Trine Hattestad die erste norwegische Medaillengewinnerin dieser Disziplin.

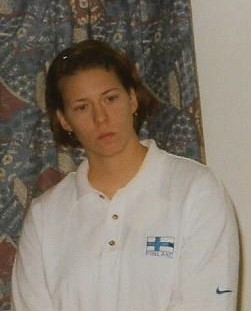
Rang sieben für Mikaela Ingberg
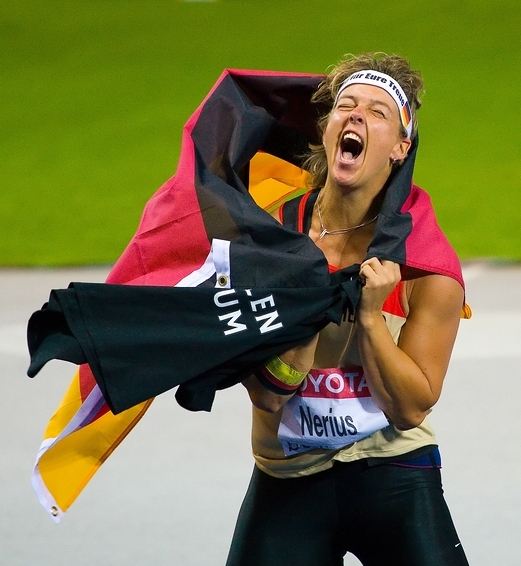
Steffi Nerius (hier nach ihrem Sieg bei den Weltmeisterschaften 2009) kam auf den neunten Platz
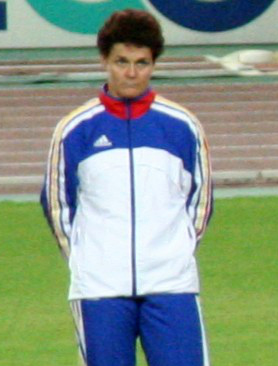
Felicia Țilea erreichte Platz zehn

## Videolinks
- 1996 Olympics women's javelin throw final, youtube.com, abgerufen am 16. März 2018
- 6246 Olympic 1996 Javelin Women Louise McPaul, youtube.com, abgerufen am 18. Januar 2022
- 6356 Olympic 1996 Javelin Women Trine Hattestad, youtube.com, abgerufen am 18. Januar 2022
- 6251 Olympic 1996 Javelin Women Shelley Holroyd, youtube.com, abgerufen am 18. Januar 2022